# 斯利季 (季夫里夫區)
48°49′11″N 28°31′21″E / 48.81972°N 28.52250°E
斯利季（烏克蘭語：Сліди）是位於烏克蘭西南部文尼察州裏文尼察區的村莊，始建於1768年，面積21平方公里，海拔高度258米，2001年人口789，人口密度每平方公里37.57人。